# Formazione degli Opeth
La seguente è la formazione della band Opeth nel corso degli anni.
L'attuale formazione degli Opeth comprende Åkerfeldt alla voce solista e chitarra, Martín Méndez al basso (dal 1997), Fredrik Åkesson alla chitarra e cori (dal 2007), Joakim Svalberg alle tastiere e cori (dal 2011) e Sami Karppinen alla voce batteria (dal 2021).
il fondatore della band, Isberg, lasciò gli Opeth all'inizio del 1992 a causa di "differenze creative" rispetto agli altri membri della band. Åkerfeldt in seguito ha ricordato che pensava che la partenza di Isberg potesse essere un bene per la band, poiché non sembrava più interessato al progetto. Lo stesso Åkerfeldt,  avrebbe poi assunto la carica di frontman nello stesso anno. 

## Cronistoria

### La prima fase
La band svedese progressive death metal Opeth iniziò la sua attività dal vivo nel 1993, in seguito all'ingresso del già noto musicista Johan DeFarfalla, considerato all'epoca un virtuoso del basso. Dopo aver ottenuto un buon successo con le prime tappe, curiosamente, fu proprio DeFarfalla ad abbandonare la band, lasciandola in serie difficoltà.
Proprio in quel periodo, Åkerfeldt conobbe il cantante e chitarrista Dan Swanö, che si offrì di fare loro da manager e produttore discografico, e convinse il bassista degli Steel, Peter Lindgren, a sostituire Johan DeFarfalla; fu proprio con questa formazione che la band incise il suo album di debutto, che riscosse un discreto successo. 
Dopo un tour per la promozione del secondo album del gruppo Morningrise nel 1996, Åkerfeldt e Lindgren licenziarono improvvisamente De Farfalla, senza consultare Nordin. In quel periodo, gli Opeth hanno brevemente considerato di sciogliersi, prima di coinvolgere il batterista Martin Lopez e successivamente il bassista Martin Mendez; il basso in My Arms, Your Hearse del 1998 è stato registrato da Åkerfeldt, poiché Méndez si era unito troppo tardi per contribuire.

### Il periodo classico
Dopo l'uscita di Damnation nel 2003, che ha segnato un cambiamento nello stile musicale della band verso un suono più influenzato dal rock progressivo, gli Opeth hanno aggiunto Per Wiberg come tastierista in tournée. Dopo aver sofferto una serie di disturbi e attacchi di panico, Lopez ha smesso di esibirsi con gli Opeth già nel 2002, venendo sostituito da Gene Hoglan, proveniente dagli appena sciolti The Almighty Punchdrunk; lo stesso Hoglan lasciò la band  nel 2005, per rientrare nei riformati Strapping Young Lad, venendo a sua volta rimpiazzato da Martin Axenrot. Nel 2007 il chitarrista Peter Lindgren lasciò il gruppo, affermando di aver perso parte dell'entusiasmo e dell'ispirazione necessari per partecipare alla band, e venne sostituito da Fredrik Åkesson, dando così origine alla formazione classica della band, la quale però durerà soltanto quattro anni.

### La maturità
Nell'aprile 2011, è stato annunciato che Wiberg aveva lasciato la band. Fu sostituito da Joakim Svalberg.
La formazione con Åkerfeldt, Åkesson, Méndez, Axenrot e Svalberg è rimasta stabile per dieci anni, prima che nel novembre 2021 fosse annunciato che Martin Axenrot aveva lasciato la band a causa di un "conflitto di interessi", dovuto al fatto che fosse anche membro della band Bloodbath, venendo così sostituito da Sami Karppinen.

## Formazione

### Formazione attuale
- Mikael Åkerfeldt – chitarra (1990-presente), voce (1993-presente), basso (1997-1998), pianoforte (1997-2003)
- Martin Mendez – basso (1999-presente)
- Fredrik Åkesson – chitarra (2008-presente)
- Joakim Svalberg – tastiera, organo Hammond, pianoforte, mellotron, sintetizzatore, cori (2011-presente)
- Waltteri Väyrynen – batteria (2022-presente)

### Ex componenti
- Anders Nordin – batteria (1990-1997), percussioni (1993-1997), pianoforte (1994-1997)
- Johan DeFarfalla – basso (1991, 1993-1996)
- Peter Lindgren – chitarra (1991-2007), basso (1991)
- Martin Lopez – batteria, percussioni (1997-2002)
- Gene Hoglan - batteria (2002-2005)
- Per Wiberg – tastiere, pianoforte, cori (2003-2011)
- Martin Axenrot – batteria (2005-2021)
- Stefan Guteklint – basso (1990-1994)

## Formazioni
| Period                                   | Members | Releases |
| ---------------------------------------- | --- | -------- |
| 1994                                     | |          |
| gennaio 1994 – primavera 1997            | - Mikael Åkerfeldt – voce, chitarra - Peter Lindgren – chitarra - Johan De Farfalla – basso - Anders Nordin – batteria                            |          |
| Estate 1997                              | - Mikael Åkerfeldt – voce, chitarra - Peter Lindgren – chitarra - Martin Lopez – batteria                                                         |          |
| scope="col "settembre 1997 – giugno 2002 | - Mikael Åkerfeldt – voce - Peter Lindgren – chitarra - Martín Méndez – basso - Martin Lopez – batteria                                           |          |
| giugno 2002 – maggio 2005                | - Mikael Åkerfeldt – voce, chitarra - Peter Lindgren – chitarra - Per Wiberg – tastiera - Martín Mendez – basso - Gene Hoglan – batteria          |          |
| 2005 – 2007                              | - Mikael Åkerfeldt – voce, chitarra - Peter Lindgren – chitarra - Martín Mendez – basso - Per Wiberg – tastiera - Martin Axenrot – batteria       |          |
| 2007 – 2011                              | - Mikael Åkerfeldt – voce - Fredrik Åkesson – chitarra - Per Wiberg – tastiera - Martín Mendez – basso - Martin Axenrot – batteria                |          |
| 2011 – 2021                              | - Mikael Åkerfeldt – voce, chitarra - Fredrik Åkesson – chitarra - Joakim Svalberg – tastiera - Martín Mendez – basso - Martin Axenrot – batteria |          |
| 2021 – presente                          | - Mikael Åkerfeldt – voce - Fredrik Åkesson – chitarra - Joakim Svalberg – tastiera - Martín Méndez – basso - Sami Karppinen – batteria           |          |